# Фрунзеаска (Галац)
Фрунзеаска (рум. Frunzeasca) насеље је у Румунији у округу Галац у општини Мунтени. Oпштина се налази на надморској висини од 40 m.

## Становништво
Према подацима из 2002. године у насељу је живело 341 становника, од којих су сви румунске националности.